# Thoracica
Thoracica  (лат.) — надотряд членистоногих животных из подтипа ракообразных (Crustacea). Включает наиболее известные усоногих раков, обитающих на скалистых побережьях, такие как Semibalanus balanoides и Chthamalus stellatus. У них шесть хорошо развитых конечностей, и они являются сидячими организмами. Панцирь сильно кальцинирован. В группу входят свободноживущие и комменсальные виды.

## Классификация
Эта статья следует за Chan et al. (2021) и WoRMS в размещении Thoracica в качестве инфракласса Thecostraca и в последующей классификации Thoracica до уровня семейств:
Инфракласс Thoracica Darwin, 1854
Надотряд Phosphatothoracica Gale, 2019
Отряд Iblomorpha Buckeridge & Newman, 2006
Семейство Iblidae Leach, 1825
Семейство Idioiblidae Buckeridge & Newman, 2006
Отряд †Eolepadomorpha Chan et al., 2021
Семейство †Eolepadidae Buckeridge, 1983
Семейство †Praelepadidae Chernyshev, 1930
Надотряд Thoracicalcarea Gale, 2015
Отряд Balanomorpha Pilsbry, 1916
Надсемейство Balanoidea Leach, 1817
Семейство Balanidae Leach, 1817
Семейство Pyrgomatidae Gray, 1825
Надсемейство Chthamaloidea Darwin, 1854
Семейство Catophragmidae Utinomi, 1968
Семейство Chionelasmatidae Buckeridge, 1983
Семейство Chthamalidae Darwin, 1854
Семейство Pachylasmatidae Utinomi, 1968
Семейство Waikalasmatidae Ross & Newman, 2001
Надсемейство Coronuloidea Leach, 1817
Семейство Austrobalanidae Newman & Ross, 1976
Семейство Bathylasmatidae Newman & Ross, 1971
Семейство Chelonibiidae Pilsbry, 1916
Семейство Coronulidae Leach, 1817
Семейство Tetraclitidae Gruvel, 1903
Надсемейство Elminioidea Chan et al., 2021
Семейство Elminiidae Foster, 1982
Надсемейство †Pachydiadematoidea Chan et al., 2021
Семейство †Pachydiadematidae Chan et al., 2021
Отряд Calanticomorpha Chan et al., 2021
Семейство Calanticidae Zevina, 1978
Семейство †Cretiscalpellidae Buckeridge, 1983
Семейство †Titanolepadidae Gale & Sørensen, 2015
Отряд Pollicipedomorpha Chan et al., 2021
Семейство Lithotryidae Gruvel, 1905
Семейство Pollicipedidae Leach, 1817
Семейство †Zeugmatolepadidae Newman, 1996
Отряд Scalpellomorpha Buckeridge & Newman, 2006
Надсемейство Lepadoidea Chan et al., 2021
Семейство Heteralepadidae Nilsson-Cantell, 1921
Семейство Lepadidae Darwin, 1852
Семейство Malacolepadidae Hiro, 1937
Семейство Poecilasmatidae Annandale, 1909
Семейство Rhizolepadidae Zevina, 1980
Надсемейство Neolepadoidea Chan et al., 2021
Семейство Neobrachylepadidae Newman & Yamaguchi, 1995
Семейство Neolepadidae Yamaguchi, Newman & Hashimoto, 2004 (Vulcanolepas scotiaensis)
Семейство Neoverrucidae Newman, 1989 in Hessler & Newman, 1989
Семейство Probathylepadidae Ren & Sha, 2015
Надсемейство Scalpelloidea Chan et al., 2021
Семейство Scalpellidae Pilsbry, 1907
Семейство †Proverrucidae Newman, 1989 in Hessler & Newman, 1989
Отряд Verrucomorpha Pilsbry, 1916
Семейство Verrucidae Darwin, 1854
Семейство †Eoverrucidae Gale, 2020
Отряд †Archaeolepadomorpha Chan et al., 2021
Семейство †Archaeolepadidae Gale, 2019
Семейство †Myolepadidae Gale, 2015 in Gale & Sørensen, 2015
Семейство †Stramentidae Withers, 1920
Отряд †Brachylepadomorpha Withers, 1923
Семейство †Brachylepadidae Woodward, 1901